# Iva (prénom)
Pour les articles homonymes, voir Iva.
Iva, est un prénom féminin bulgare, croate, portugais, italien, macédonien, serbe, slovaque, tahitien, tchèque.
Voir aussi le prénom dérivé : Eva.

## Personnalités féminines portant ce prénom
- Pour l'ensemble des articles sur les personnes portant ce prénom, consulter :
  - la liste des articles dont le titre commence par ce prénom
  - les listes produites par Wikidata : Liste des personnes de prénom « Iva » — même liste en incluant les éventuels prénoms composés qui contiennent « Iva ».
- Iva Bittová (1958 - ), actrice, chanteuse et violoniste tchèque.
- Iva Budařová (1960 - ), joueuse de tennis tchèque, professionnelle.
- Iva Ciglar (1985 - ), joueuse croate de basket-ball.
- Iva Frühlingová (1982 - ), chanteuse d'origine tchèque, chantant en français et en tchèque.
- Iva Hercíková (1935 - 2007), écrivaine tchèque, auteur de nouvelles et de script pour le cinéma.
- Iva Janžurová (1941 - ), actrice tchèque.
- Iva Karagiozova (1971 - ), biathlète bulgare.
- Iva Majoli (1977 - ), joueuse de tennis croate, professionnelle.
- Iva Perica (1961 - ), handballeuse croate.
- Iva Perovanović (1983 - ), joueuse de basket-ball monténégrine.
- Iva Prandzheva (1972 - ), athlète bulgare spécialiste du triple saut et du saut en longueur.
- Iva Shepard (1886 - 1973), actrice américaine.
- Iva Slišković (1984 - ), joueuse croate de basket-ball.
- Iva Straková (1980 - ), athlète tchèque, spécialiste du saut en hauteur.
- Iva Toguri D'Aquino (1916 - 2006), participante à la diffusion de propagande nipponne en langue anglaise par radio à destination des soldats alliés pendant la Seconde Guerre mondiale.
- Iva Zanicchi (1940 - ), chanteuse et politicienne italienne surnommée Aquila de Ligonchio.

## Surnom
- Ivà (Ramón Tosas Fuentes) (1941 - 1993), scénariste et dessinateur de bande dessinée espagnol.

## Personnages de fiction
- Miss Dynamite est une bande dessinée créée en 1990. À cette époque le personnage principal portait le nom de Iva Sauter.